# Thecla pereza
Thecla pereza är en fjärilsart som beskrevs av Butler 1877. Thecla pereza ingår i släktet Thecla och familjen juvelvingar. Inga underarter finns listade i Catalogue of Life.